# Tam Nguyên, Tam Minh
Tam Nguyên (chữ Hán giản thể: 三元区, âm Hán Việt: Tam Nguyên khu) là một quận của địa cấp thị Tam Minh, tỉnh Phúc Kiến. Cộng hòa Nhân dân Trung Hoa. Quận Tam Nguyên có diện tích 1.134,19 km², dân số 280.000 người, mã số bưu chính 365001. Quận Tam Nguyên được chia thành 7 nhai đạo, 4 trấn và 1 hương.
- Nhai đạo biện sự xứ: Thành Quan, Bạch Sa, Phú Hưng Bảo, Kinh Tây, Liệt Đông, Liệt Tây, Từ Bích
- Trấn: Tân Khẩu, Nham Tiền, Trần Đại, Dương Khê
- Hương: Thành Đông, Trung Thôn.